# Hugo Greinz
Hugo Greinz (* 3. Juni 1873 in Innsbruck; † 24. Jänner 1946 in Salzburg) war ein österreichischer Erzähler, Feuilletonist, Zeitungsredakteur und Übersetzer dänischer und norwegischer Romane.

## Leben und schriftstellerische Tätigkeit
Geboren als Sohn des Baurates Anton Greinz und der Agnes Theresia Jennewein in Innsbruck. Seine Brüder  Rudolf (1866–1942) und Hermann Greinz (1879–1938) waren ebenfalls schriftstellerisch tätig.
Greinz studierte Rechtswissenschaften in Wien, Graz und Innsbruck und trat 1897 in den Staatsdienst. Wegen seiner Mitarbeit an deutsch-nationalen Blättern musste er 1899 seine Stellung verlassen und wurde Redakteur der Montagspost in Linz. 1901 übersiedelte er nach Innsbruck und  nahm die Stellung eines Redakteurs beim Tiroler Tagblatt an. 1902 engagierte er sich in Wien bei der Die Zeit. 1915 wurde er zum Militärdienst eingezogen, wo er als Schriftleiter der Belgrader Nachrichten tätig war. 1919, nach einer halbjährigen Tätigkeit beim Salzburger Volksblatt, ging Greinz in die Redaktion der Wiener Volkszeitung, wo er bis zu seiner Pensionierung arbeitete.
1898 war Greinz Mitbegründer der Literatur- und Kunstgesellschaft  Pan in Linz, 1899 brachte er mit  Heinrich von Schullern den Musenalmanach Jung-Tirol heraus. Als Herausgeber der literarischen Monatsschrift Der Kyffhäuser in Linz (1899–1902) verkündete er als erster das Programm für eine österreichische Provinzliteratur. Seinen Ruhestand verbrachte Greinz in Salzburg.

## Werke

### Herausgeber
- Hermann von Gilm: Gedichte, 1902
- Rudolf Stürzer: Seht’s Leutl’n, so war’s. Wiener G'schichten, 1941
- Rudolf Stürzer: Die Lamplgasse, 1947

### Literarhistorische Arbeiten
- Detlev von Liliencron, eine literarhistorische Würdigung, Berlin 1896
- Hermann von Gilm, 1897
- Adolf Pichler, Ein Gruß nach Tirol, 1898

### Übersetzungsarbeiten
- Henrik Ibsen: Catilina, 1896
- Ivan Bjarne: Freudenhaus, 1923
- Anders Eje: Fräulein Fob, 1924

### Bücher
- Jung-Tirol. Ein moderner Musenalmanach aus den Tiroler Bergen, Hrsg. Hugo Greinz, Heinrich von Schullern, Leipzig 1898
- Küsse und andere Novellen, Linz/Leipzig 1900
- Die Unvermählten (Novellen), Berlin 1914
- Tirol Anno Neun, Wien/Leipzig 1940